# Aérospatiale
Aérospatiale là một hãng chế tạo các sản phẩm hàng không không gian của Pháp, chủ yếu chế tạo máy bay quân sự, dân sự và tên lửa.
Công ty được thành lập năm 1970 từ công ty nhà nước Sud Aviation, Nord Aviation và Société d'études et de réalisation d'engins balistiques (SÉREB) năm 1970. Bắt đầu năm 1971, công ty do Émile Dewoitine và Bernard Dufour lãnh đạo.

## Sản phẩm
Công ty hợp tác với công ty Westland Aircraft của Anh trong 3 mẫu thiết kế Puma, Gazelle và Lynx.
- Airbus (máy bay vận tải)

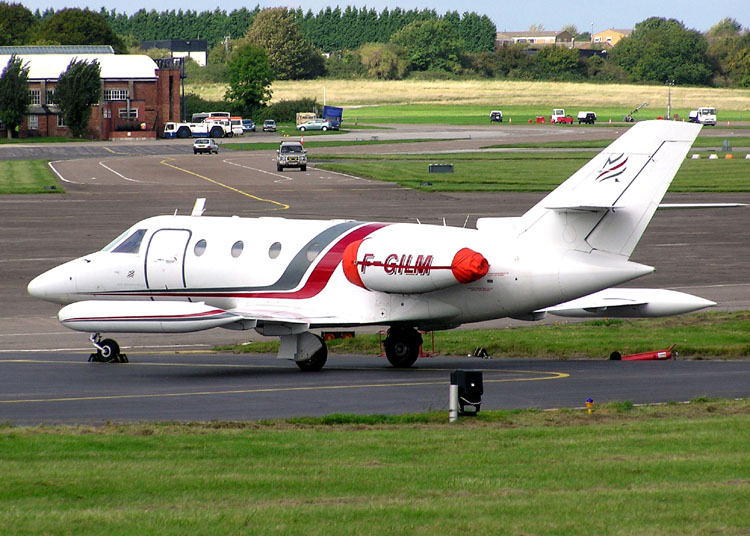
Aérospatiale Corvette bay lần đầu năm 1970 và đi vào hoạt động năm 1974. 40 chiếc được chế tạo.

- Alouette II và Alouette III (trực thăng)
- Arabsat (vệ tinh)
- Ariane (tên lửa)
- ATR 42 và ATR 72 (máy bay dân dụng phản lực hợp tác với Alenia Aeronautica)
- ATSF (chưa thành hiện thực) (vận tải siêu âm)
- Bugatti EB110
- Caravelle (vận tải)
- Concorde (hợp tác với British Aircraft Corporation)
- Corvette (vận tải)
- Dauphin (trực thăng)
- Epsilon (huấn luyện)
- Exocet (đạn tự hành)
- Gazelle (trực thăng)
- Hermes spaceplane (chưa thành hiện thực)
- Lama (trực thăng)
- Magister (huấn luyện/cường kích)
- Meteosat vệ tinh
- Puma (trực thăng)
- Spacebus vệ tinh
- Huygens probe
- Squirrel (trực thăng)
- Zephyr huấn luyện/cường kích hải quân

## Giám đốc
- 1971-1979 - Émile Dewoitine